# Georges Bregy
Georges Bregy (ur. 17 stycznia 1958 w Raron) – szwajcarski piłkarz grający na pozycji ofensywnego pomocnika.

## Kariera klubowa
Karierę piłkarską Bregy rozpoczął w klubie FC Raron. W 1975 zaczął występować w pierwszym zespole w jednej z niższych lig Szwajcarii. W 1979 zainteresowali się nim szefowie pierwszoligowego FC Sion i wtedy też zawodnik przeszedł do tego klubu. W Sionie od samego początku stał się podstawowym zawodnikiem. W 1980 wywalczył swój pierwszy w karierze Puchar Szwajcarii, a w 1982 powtórzył ze Sionem ten sukces. Natomiast w sezonie 1983/1984 zdobył 21 bramek w pierwszej lidze i został królem strzelców.
Latem 1984 Bregy odszedł do BSC Young Boys wywodzącego się ze stolicy kraju, Berna. Przez dwa sezony był jednym z najlepszych strzelców zespołu, a w 1986 po raz pierwszy wywalczył tytuł mistrza Szwajcarii. Po sezonie wrócił do Sionu i w 1987 roku zajął z nim 3. miejsce w szwajcarskiej lidze. W trakcie sezonu 1987/1988 Bregy dość niespodziewanie został wypożyczony do drugoligowego FC Martigny-Sports, ale nie zdołał z nim awansować do pierwszej ligi. Latem 1988 przeszedł do Lausanne Sports i w 1990 wywalczył z tą drużyną wicemistrzostwo kraju. Latem ponownie został zawodnikiem Young Boys. Grał w nim przez cztery lata, a największym sukcesem Bregy’ego w tym okresie było zajęcie 2. miejsca w lidze w 1993. W 1994 po mundialu w Stanach Zjednoczonych Bregy zakończył piłkarską karierę. Liczył sobie wówczas 36 lat. W szwajcarskiej ekstraklasie rozegrał łącznie 458 spotkań i zdobył w nich 167 bramek.
| Sezon   | Klub               | Kraj       | Rozgrywki      | Mecze | Bramki |
| ------- | ------------------ | ---------- | -------------- | ----- | ------ |
| 1979/80 | FC Sion            | Szwajcaria | Nationalliga A | 35    | 12     |
| 1980/81 | FC Sion            | Szwajcaria | Nationalliga A | 26    | 7      |
| 1981/82 | FC Sion            | Szwajcaria | Nationalliga A | 30    | 11     |
| 1982/83 | FC Sion            | Szwajcaria | Nationalliga A | 29    | 18     |
| 1983/84 | FC Sion            | Szwajcaria | Nationalliga A | 30    | 21     |
| 1984/85 | BSC Young Boys     | Szwajcaria | Nationalliga A | 28    | 14     |
| 1985/86 | BSC Young Boys     | Szwajcaria | Nationalliga A | 30    | 11     |
| 1986/87 | FC Sion            | Szwajcaria | Nationalliga A | 29    | 14     |
| 1987/88 | FC Sion            | Szwajcaria | Nationalliga A | 21    | 12     |
| 1987/88 | FC Martigny-Sports | Szwajcaria | Nationalliga B | 13    | 4      |
| 1988/89 | Lausanne Sports    | Szwajcaria | Nationalliga A | 35    | 9      |
| 1989/90 | Lausanne Sports    | Szwajcaria | Nationalliga A | 31    | 11     |
| 1990/91 | BSC Young Boys     | Szwajcaria | Nationalliga A | 32    | 5      |
| 1991/92 | BSC Young Boys     | Szwajcaria | Nationalliga A | 34    | 6      |
| 1992/93 | BSC Young Boys     | Szwajcaria | Nationalliga A | 32    | 8      |
| 1993/94 | BSC Young Boys     | Szwajcaria | Nationalliga A | 36    | 8      |

## Kariera reprezentacyjna
W reprezentacji Szwajcarii Bregy zadebiutował 27 marca 1984 roku w zremisowanym 1:1 towarzyskim meczu z Polską. W 1994 roku został powołany przez selekcjonera Roya Hodgsona do kadry na Mistrzostwa Świata w Stanach Zjednoczonych. Tam zaliczył cztery mecze w pełnym wymiarze czasowym: z USA (1:1 i gol z rzutu wolnego w 40. minucie), z Rumunią (4:1), z Kolumbią (0:2) oraz w 1/8 finału z Hiszpanią. Mecz z Hiszpanią był jego ostatnim w kadrze narodowej. Łącznie rozegrał w niej 54 spotkania i strzelił w nich 12 goli.